# Pouzolzia revoluta
Pouzolzia revoluta är en nässelväxtart som beskrevs av Carl Ludwig von Blume. Pouzolzia revoluta ingår i släktet Pouzolzia och familjen nässelväxter. Inga underarter finns listade i Catalogue of Life.